# Konomor
Konomor, auch Conomor oder Cunomorus, war ein Graf des 6. Jahrhunderts, der große Teile der westlichen Bretagne beherrschte. Er war Graf des Poher und möglicherweise auch König von Dumnonia, einem Königreich das beiderseits des Ärmelkanals Land umfasste und Vorgänger der heutigen Grafschaft Devon ist. Im Jahr 560 verbündete sich Konomor mit dem König von Aquitanien, Chram, der im Widerstand gegen seinen Vater Chlothar I., dem König der Franken, war. Die entscheidende Schlacht bei Vannes ging aber verloren.